# Yoshimura (azienda)
Yoshimura Japan è una fabbrica giapponese che produce parti speciali, impianti di scarico e carburatori per motocicli sportivi o da competizione, fondata nel 1954 da Hideo “Pops” Yoshimura con la originaria denominazione Yoshimura Motors.
Ha spesso partecipato con propri team alle varie competizioni motociclistiche, sia del motomondiale sia della Superbike e del Campionato mondiale Endurance. Nel motomondiale 2006 equipaggia con le sue parti speciali le Suzuki GSV-R della scuderia Rizla Suzuki in MotoGP.